# Moramanga
Moramanga je mesto (commune urbaine) na Madagaskarju. Leži v regiji Alaotra-Mangoro in v okrožju Moramanga. Leta 2018 je imela 57.084 prebivalcev.
Leži med glavnim mestom Antananarivo in vzhodno obalo na križišču cest RN 2 in RN 44. Ime Moranmanga izvira iz trgovine s sužnji. Da bi se razlikovali od drugih družbenih slojev, so bili oblečeni v modro ali manga. Ker so bili med najcenejšimi (mora) v Afriki, je nastav vzdevek Moramanga.
Moramanga razpolaga s 167 osnovnimi šolami, 17 srednjimi šolami in 1 licejem. Poleg tega je v Moramangi tudi višja policijska šola (Ecole Supérieure de la Gendarmerie).
Moramanga je sedež katoliške škofije, ustanovljene 13. maja 2006. Cerkev Srca Srca, ki stoji poleg trga v središču mesta, je postala stolnica. 11 km od Moramange (ob državni cesti v Antananarivo) stoji protestantska cerkev Jezusa Kristusa Madagaskarja Antsirinala Fanantenana. V zadnjih letih so se v mesto naselili ljudje drugih veroizpovedi.

## Ljudje
Moramanga je tudi glavno mesto ljudstva Bezanozano (ena od osemnajstih etničnih skupin Madagaskarja).

## Geografija
Moramanga leži na planoti med osrednjim višavjem in vzhodno obalo.

### Zavarovana območja
Zavarovana območja v bližini Moramange so:
- Rezervat Analamazaotra 31 km vzhodno vzdolž NR2
- Narodni park Andasibe-Mantadia 43 km severovzhodno
- Rezervat za plazilce Peyrieras (farma metuljev in center za plazilce) je v Marozevu, 40 km zahodno od Moramange na nacionalni cesti NR2.

## Promet
Državna cesta RN 2 povezuje mesto z Antananarivom (115 km) in Toamasino (254 km), državna cesta RN 44 pa z Ambatondrazako (157 km), Imerimandroso in Amboavory.
Mesto je na križišču železnic TCE (Tananarive-Côte Est) in južnem koncu MLA (Moramanga-Lac Alaotra), zato je poleg Antanariva edino železniško križišče na Madagaskarju.

## Gospodarstvo
- Približno deset kilometrov severovzhodno od Moramange je rudnik Ambatovy, eno največjih rudnikov niklja in kobalta na svetu. Ta trenutno zaposluje okoli 10.000 ljudi.
- Usine Militaire de Moramanga: V bližini Moramange (Ambohibary) je edina tovarna orožja na Madagaskarju.[3]

## Zgodovina
Mesto Moramanga zavzema pomembno mesto v zgodovini Madagaskarja. Malgaški upor proti francoski kolonialni oblasti se je začel v Moramangi v noči na 29. marec 1947. Pokol na vlaku Moramanga 5. maja 1947 je primer krvave represije, ki je sledila uporu. Opolnoči so častniki francoske vojske ukazali streljati s strojnicami na tri vagone, v katerih so bili ujeti aktivisti za neodvisnost. Na obrobju Moramange na upor spominja spomenik z množičnimi grobovi, na katerih slike prikazujejo različne dogodke, povezane z uporom.

## Znamenitosti
Spomenik žrtvam malgaškega upora s številnimi grobovi in stenskimi poslikavami je vreden ogleda. V središču mesta je Policijski muzej.
- Spomin na madagaskarski upor (1947)
- Grob žrtev malgaške vstaje
- Grob žrtev malgaške vstaje
- Policijski muzej